# 喬治·沃森 (學者)
喬治·格萊姆斯·沃森（英語：George Grimes Watson，1927年10月13日—2013年8月2日）是一位反共立場學者、文學評論家和歷史學家。他是劍橋大學聖約翰學院的研究員，也是劍橋大學的英語教授。

## 觀點
喬治·沃森認為希特拉是馬克思主義者，納粹主義是馬克思主義的一個分支。並認為馬克思社會主義提倡種族滅絕。